# In My Head (canção de Ariana Grande)
"In My Head" (estilizada como "in my head") é uma canção da cantora estadunidense Ariana Grande, contida em seu quinto álbum de estúdio Thank U, Next (2019). Foi composta pela própria com o auxílio de Andrew Wansel, Nathan Perez, Brittany "Chi" Coney, Denisia Andrews, Lindel Deon Nelson, Jr. e Jameel Roberts, sendo produzida por Wansel, Perez e NOVA Wav. Sua gravação ocorreu nos estúdios Conway Recording Studios em Los Angeles, Califórnia, Entirety Studios em Londres, Inglaterra e Jungle City Studios em Nova Iorque.
Em termos musicais, "In My Head" é uma canção de trap-pop e R&B, com tendências electro, enquanto a cantora canta sobre se apaixonar por uma versão criada em sua cabeça de seu interesse, uma outra versão que não existe. Muitos relacionam a letra com o ex-noivo da cantora, o comediante Pete Davidson. Apesar de não ser single, a canção ganhou um videoclipe em parceria com a revista de moda feminina Vogue, lançado em 9 de julho de 2019 e dirigido por Bardia Zeinali.

## Faixas e formatos
| Download digital e streaming |              |         |  |
| N.º                          | Título       | Duração |  |
| 1.                           | "In My Head" | 3:42    |  |

## Desempenho nas tabelas musicais

### Posições
| Tabela musical (2019)                  | Melhor posição |
| -------------------------------------- | -------------- |
| Canadá (Canadian Hot 100)              | 34             |
| Chéquia (IFPI Česká Republika)         | 94             |
| Eslováquia (Singles Digitál Top 100)   | 48             |
| Países Baixos (Single Top 100)         | 68             |
| Portugal (AFP)                         | 48             |
| Suécia (Sverigetopplistan)             | 1              |
| Escócia (Official Charts Company)      | 75             |
| UK Download (Official Charts Company)  | 80             |
| UK Streaming (Official Charts Company) | 20             |
| Estados Unidos (Billboard Hot 100)     | 38             |

## Créditos
Todo o processo de elaboração de "In My Head" atribui os seguintes créditos:[carece de fontes?]
Gravação
- Gravada em 2018 nos estúdios Conway Recording Studios (Los Angeles, Califórnia), Entirety Studios (Londres, Inglaterra) e Jungle City Studios (Nova Iorque).
- Mixada nos MixStar Studios (Virginia Beach, Virgínia)
- Masterizada nos Sterling Sound (Nova Iorque)

Produção
| - Ariana Grande: composição, vocalista principal, produção vocal - Andrew "Pop" Wansel: composição, produção, programação, teclado - Nathan Perez: composição, produção, programação, tecaldo, guitarra - NOVA Wav: produção - Brittany "Chi" Coney: composição - Denisia Andrews: composição - Jameel Roberts: composição | - Lindel Deon Nelson, Jr.: composição - Serban Ghenea: mixagem - John Hanes: assistência de mixagem - Randy Merrill: masterização - Jproof: teclado |